# Widescreen signaling
Nella tecnologia televisiva, il widescreen signaling o WSS è un flusso digitale inserito nel segnale televisivo che identifica alcune caratteristiche della trasmissione. In particolare permette di identificare il rapporto d'aspetto del video trasmesso, caratteristica da cui deriva il nome stesso del segnale.
Tramite questo segnale, il ricevitore è in grado di commutare automaticamente la modalità di visualizzazione corretta o quella preferita dall'utente.
Il segnale è trasmesso sulla linea 23 (in PAL) e sulle linee 20 e 283 (in PAL-M e NTSC) ed è composto da 14 bit.

## Da 00 a 03 - Rapporto d'aspetto
| bit 00 | bit 01 | bit 02 | bit 03 | Rapporto d'aspetto | Posizionamento del video attivo      | Linee attive |
| ------ | ------ | ------ | ------ | ------------------ | ------------------------------------ | ------------ |
| 0      | 0      | 0      | 1      | 4:3                | Pieno schemo                         | 576          |
| 1      | 0      | 0      | 0      | 14:9               | Letterbox centrato                   | 504          |
| 0      | 1      | 0      | 0      | 14:9               | Letterbox                            | 504          |
| 1      | 1      | 0      | 1      | 16:9               | Letterbox centrato                   | 430          |
| 0      | 0      | 1      | 0      | 16:9               | Letterbox                            | 430          |
| 1      | 0      | 1      | 1      | >16:9              | Letterbox maggiore di 16:9           |              |
| 0      | 1      | 1      | 1      | 14:9               | 4:3, con bande di sicurezza per 14:9 | 576          |
| 1      | 1      | 1      | 0      | 16:9               | 16:9 anamorfico                      | 576          |

## Da 04 a 07 - Servizi avanzati
| bit 04 | Scansione     |
| ------ | ------------- |
| 0      | Interlacciata |
| 1      | Progressiva   |

| bit 05 | Modalità     |
| ------ | ------------ |
| 0      | PAL Standard |
| 1      | Colour Plus  |

| bit 06 | Modalità                 |
| ------ | ------------------------ |
| 0      | Vertical Helper assente  |
| 1      | Vertical Helper presente |

| bit 07 | Ghost Cancellation |
| ------ | ------------------ |

## Da 08 a 10 - Sottotitoli
| bit 08 | Modalità             |
| ------ | -------------------- |
| 0      | Sottotitoli assenti  |
| 1      | Sottotitoli Teletext |

| bit 09 | bit 10 | Modalità                           |
| ------ | ------ | ---------------------------------- |
| 0      | 0      | Sottotitoli assenti                |
| 1      | 0      | Sottotitoli nel video attivo       |
| 0      | 1      | Sottotitoli fuori dal video attivo |
| 1      | 1      | Riservato                          |

## Da 11 a 13 - Altri usi
| bit 11 | Modalità           |
| ------ | ------------------ |
| 0      | Audio non Surround |
| 1      | Audio Surround     |

| bit 12 | Modalità                             |
| ------ | ------------------------------------ |
| 0      | Nessun copyright o stato sconosciuto |
| 1      | Copyright                            |

| bit 13 | Mode               |
| ------ | ------------------ |
| 0      | Copia non permessa |
| 1      | Copia permessa     |